# Kang Ryong-woon
Kang Ryong-woon (* 25. April 1942) ist ein ehemaliger nordkoreanischer Fußballspieler. Mit der Nationalmannschaft der Demokratischen Volksrepublik Korea nahm er 1966 an der Fußball-Weltmeisterschaft 1966 in England teil; hier bestritt Kang Bong-chil mit der Rückennummer „10“ das Gruppenspiel gegen die Sowjetunion – gegen Chile, Italien (jeweils Gruppenphase) und Portugal (Viertelfinale) wurde Kang Ryong-woon nicht eingesetzt. 1966 stand er bei der Sportgruppe Radongja unter Vertrag. Außerdem kam der 167 Zentimeter große Mittelfeldspieler im Jahr 1965 in beiden WM-Qualifikationsspielen gegen Australien zum Einsatz.